# Denis Andrejewitsch Adamow
Denis Andrejewitsch Adamow (russisch Денис Андреевич Адамов, Transliteration Denis Andrejevič Adamov; * 20. Februar 1998 in Uljanowsk) ist ein russischer Fußballspieler.

## Karriere

### Verein
Adamow begann seine Karriere beim FK Krasnodar. In der Saison 2015/16 kam er zu einem Einsatz für die Zweitmannschaft Krasnodars in der drittklassigen Perwenstwo PFL. Im August 2016 stand er gegen Tom Tomsk auch erstmals im Profikader von Krasnodar. In der Saison 2016/17 kam er zu 17 Einsätzen für Krasnodar-2. Im September 2017 debütierte er im Cup gegen Tom Tomsk für die Profis von Krasnodar. In der Saison 2017/18 kam er zu 14 Drittligaeinsätzen für die Zweitmannschaft, mit der er zu Saisonende in die Perwenstwo FNL aufstieg.
Sein Debüt in der zweithöchsten Spielklasse gab Adamow im September 2018 gegen Awangard Kursk. In der Saison 2018/19 absolvierte er 23 Spiele in der zweiten Liga, zudem kam er für die nun drittklassige Drittmannschaft zweimal zum Einsatz. Im Juli 2020 debütierte er schließlich auch für die erste Mannschaft in der Premjer-Liga, als er am 23. Spieltag der Saison 2019/20 gegen den FK Dynamo Moskau in der 20. Minute für Rémy Cabella eingewechselt wurde, nachdem Stammtorwart Matwei Safonow mit einer Roten Karte vom Platz gestellt worden war. In der Saison 2019/20 kam er insgesamt zu zwei Einsätzen in der höchsten, 18 für Krasnodar-2 in der zweit- und einem für Krasnodar-3 in der dritthöchsten Spielklasse. In jenem Einsatz für Krasnodar-3 erzielte der Torwart per Kopfball in der letzten Minute gegen Inter Tscherkessk sein erstes Tor in seiner Profikarriere.
Im Februar 2021 wechselte Adamow zum FK Sotschi. Nachdem er in seinem ersten Halbjahr als Ersatzmann für Nikolai Sabolotny ohne Einsatz geblieben war, absolvierte er in der Saison 2021/22 elf Partien für Sotschi im Oberhaus. In der Saison 2022/23 kam er zu 18 Einsätzen. Im Juli 2023 zog er weiter innerhalb der Premjer-Liga zu Zenit St. Petersburg.

### Nationalmannschaft
Adamow debütierte im Februar 2015 für die russische U-17-Auswahl. Mit Russlands U-17 nahm er im selben Jahr auch an der EM teil. Die Russen scheiterten im Halbfinale an Deutschland, Adamow kam während des Turniers als Ersatztorwart hinter Alexander Maximenko allerdings nicht zum Einsatz. Durch die Halbfinalteilnahme qualifizierte sich das Land auch für die WM im selben Jahr, für die Adamow wieder nominiert wurde. Die Russen erreichten das Achtelfinale, Adamow kam jedoch erneut als Ersatztorwart hinter Maximenko zu keinem Einsatz.
Von August 2015 bis April 2016 absolvierte er acht Spiele im U-18-Team. Im September 2016 spielte er zweimal für die U-19-Mannschaft.